# Asociación Deportiva Mérida
L'Asociación Deportiva Mérida és un club de futbol d'Espanya de la ciutat de Mèrida, capital d'Extremadura.
L'equip fundacional va ser la Sportiva Emeritense que va sorgir el 28 de desembre de 1912, passant per fusions i diverses denominacions històriques com a Club Catalans (1919-1921), Emerita Football Club (1921-1930), Club Esportiu Emèrita (1930-1934), Emerita Football Club (1934-1936), Societat Esportiva Emeritense (1939-1966), Mèrida Industrial Club de Futbol (1966-1985), Club Polideportivo Mérida (1985-2000) i Mèrida Unió Esportiva (2000-2013). El Mèrida Associació Esportiva va ser fundat en 2013 i va adquirir mitjançant subhasta judicial els drets del Mèrida UD.

## Història

### Orígens i fundació
Mèrida va ser una de les primeres ciutats d'Extremadura que va comptar amb el seu propi club de futbol. El 28 de desembre de 1912 es va fundar de la Sportiva Emeritense, la primera de la ciutat, amb Juan Casillas com a primer president. No obstant això, la seva vida va ser curta i anys després va desaparèixer per problemes econòmics. El C. P. Mèrida va assumir aquesta data com la del seu naixement original.
El 1919, un destacament militar format en la seva majoria per soldats de Catalunya va fundar el "Club Catalans", una entitat poliesportiva que va anar l'embrió de l'equip blanquinegro. Dos anys després, i sota la presidència del militar Juan Bohoyo, es va especialitzar en futbol i es renombró l'entitat a "Emèrita Foot-ball Club", amb el "camp municipal L'Antiga" d'estadi principal. A poc a poc, va absorbir a rivals com el civil Espanya Foot-ball Club o el Club M.Z.A., pertanyent a la companyia ferroviària Madrid-Saragossa-Alacant, fins a convertir-se en la principal institució esportiva de la localitat.
Al setembre de 1924 es va crear la Federació Extremenya de Futbol i l'Emèrita F. C. va ser un dels seus membres fundadors. Els seus primers anys són difícils, a nivell esportiu i institucional, i el 1930 es va produir un nou canvi de denominació a Club Esportiu Emèrita. Encara que en la temporada 1932-33 es van proclamar campions de la lliga regional, van haver de renunciar a la inscripció a l'any següent per problemes econòmics. Es van reincorporar el 1934, de nou com a Emèrita F. C., i van seguir en la competició fins a l'esclat de la Guerra Civil espanyola. L'activitat de la societat va quedar paralitzada i no es va reprendre fins al final del conflicte a iniciativa de l'alcalde, Baldomero Díaz d'Entresoto, que la renombró a "Societat Esportiva Emeritense".

### S.D. Emeritense i Mèrida Industrial C.F.[calcitació]
Amb la refundació el 1939 com a S. D. Emeritense, es va invertir en nous jugadors i es va aprofitar la reorganització de la Tercera Divisió espanyola per inscriure's en aquesta competició a partir de la temporada 1943-44. En un grup format per clubs andalusos, extremenys i manxecs, va romandre quatre temporades amb uns resultats molt discrets, fins que va descendir a Regional en la campanya 1946-47. Va tornar a la categoria de bronze el 1949 i malgrat que va ser a punt de descendir l'any següent, va salvar la seva posició gràcies a la reimplantación de la Federació Extremenya.
El 23 de maig de 1953 va estrenar un nou terreny de joc amb la inauguració de l'Estadi Municipal. I en la temporada 1954-55 va classificar en segona posició i va jugar la seva primera promoció d'ascens a Segona Divisió, encara que no va aconseguir el seu objectiu. En la campanya 1956-57 es va proclamar campió de grup per primera vegada en la seva història, però en la ronda final de promoció va caure enfront de l'Agrupació Esportiva Plus ultra. Després d'aquesta derrota no va gaudir de més oportunitats i va caure en declivi fins que en 1960-61 es va produir un nou descens a Regional, on solament va romandre una temporada. L'equip va ser canviant de grup amb les noves composicions de la Tercera Divisió aconseguint consolidar-se en la categoria.
El 23 d'abril de 1966, el llavors president Paco Álvarez Benito renombró el club a "Mèrida Industrial Club de Futbol", en reconeixement del suport i inversió que havia exercit la indústria local. Però en el plànol esportiu no es van produir massa canvis durant la resta de la dècada. A poc a poc, va empitjorar els seus resultats fins que en la temporada 1971-72 torna a descendir a Regional Preferent. Malgrat diversos intents per recuperar la categoria perduda, va romandre allí cinc temporades i solament va poder pujar l'any 1975-76 com a campió.
A la fi dels anys 1970, l'equip va millorar de nou els seus resultats i va ser la revelació de la temporada 1979/80, on es va proclamar campió amb un rècord de vint-i-dues victòries i va pujar a Segona Divisió "B", on solament va romandre un any. En aquest temps s'havia produït l'arribada a la presidència de José Fouto Carvajal, un distribuïdor de cafè que es va convertir en una de les figures clau de la història dels emeritenses. Malgrat el descens, l'Industrial es va mantenir competitiu en Tercera i va ser a punt de retornar en diverses ocasions.

### Club Polideportivo Mérida
El 1985, es renombró l'entitat com a Club Poliesportiu Mèrida. En aquesta època, hi havia una plaça d'ascens directa per al campió de cada grup. Després de quedar a les portes l'any 1987-88, en perdre enfront del C. D. Don Benito en una trobada de desempat, en la temporada 1988-89 va ser capdavantera i va pujar.
L'equip es va reforçar amb veterans futbolistes de la lliga espanyola i va aconseguir la vuitena plaça en el seu any de retorn. La temporada 1990-91, el quadre extremeny es va veure beneficiat per un nou sistema que permetia als quatre primers de cada grup disputar una fase final per l'ascens. En la fase regular va finalitzar en quarta posició, però en la promoció es va proclamar campió de grup, per davant del Barcelona Atlètic, Osasuna Promeses i C. D. Lugo, i va aconseguir l'ascens a Segona Divisió per primera vegada en la seva història. Al marge d'aquesta fita, la institució es professionalitza. El 1990 va fusionar dos clubs regionals, el Santa Eulalia i Els Miracles, per crear un filial, el Mèrida Promeses. I el 1992 es va convertir en una societat anònima esportiva per poder jugar en les categories professionals.
En la seva temporada de debut, va contractar a Eduardo Caturla d'entrenador, encara que després d'uns mals resultats va ser destituït per la directiva. El seu substitut va ser Juanito Gómez, un dels futbolistes més emblemàtics del Reial Madrid i que, en el seu primer treball en una banqueta, va aconseguir la permanència. No obstant això,
Juanito va morir en un accident de trànsit el 2 d'abril de 1992. D'aquesta etapa també va destacar la presència com a portera de Santiago Cañizares. En les dues següents campanyes, els blanquinegros es van mantenir a la zona mitjana de la classificació.
La temporada 1994-95, el C. P. Mèrida va ascendir a primera divisió, en el qual significava també el debut d'un equip d'Extremadura en la màxima competició nacional. Sota les ordres de Sergio Kresic, va finalitzar campió de Segona i va certificar la seva promoció amb una victòria enfront de la S. D. Eibar en l'estadi Municipal, amb un gol de Crescencio Cuéllar. El conjunt emeritense es va mostrar molt sòlid en defensa i solament va encaixar dinou gols en aquell any, raó per la qual el portera Francisco Leal va guanyar el Trofeu Zamora de la categoria. A més, la plantilla d'aquella època estava formada per noms com Momparlet, Monreal, Toribio, Loren i Luis Sierra en la saga; Gabi Corretja, Mosquera, Urbà i Antonio Reyes en el mediocampo; i Roberto Martínez, Prieto i Miguel Ángel Benítez en la davantera, entre molts altres.
Per afrontar el seu debut en la temporada 1995/96, un any que va passar a la història per la crisi que va derivar en la "lliga dels 22 clubs", l'equip va remodelar per complet el seu camp de futbol i li va canviar el nom pel de Estadi Romano José Fouto. Quant a la plantilla, també va experimentar una important renovació. Alguns jugadors com Mosquera i Benítez se'n van anar a clubs de major categoria i uns altres es van quedar en Segona. Per suplir-los van arribar més de quinze nous jugadors, entre les quals solament van acabar destacant David Pirri, Sinval i Quique Martín. La falta d'adaptació a la nova categoria va condemnar al Mèrida al descens: va ser penúltim, a un sol punt de la promoció per la permanència.
De nou en Segona Divisió, es va renovar per complet la plantilla amb tretze incorporacions, encara que va mantenir als futbolistes més destacats de l'etapa anterior. Uns altres com Manuel Canabal, que va arribar el passat any, van assumir la titularitat. Malgrat dominar en gairebé tots els partits i ser el segon classificat, la directiva va cessar a Sergio Kresic al febrer de 1997 i va contractar en el seu lloc a Jorge D'Alessandro. El canvi en la banqueta no va afectar la plantilla i va ascendir en primera posició. La confirmació d'aquest assoliment va ser en un partit enfront del C. D. Leganés amb un doblet de Quique Martín, màxim golejador de l'equip en parella amb el polonès Jerzy Podbrozny.
La seva segona etapa en la màxima categoria, en la temporada 1997/98, es va caracteritzar de nou per una renovació de la plantilla. El fitxatge més mediàtic va ser el portera "Mico" Montoya, procedent del C. F. Extremadura, i a ell li van seguir Pablo Alfaro, Marcos Martín, Cortès, Juan Sabas i Dmitri Rádchenko. A més, van arribar com a figures emergents tres argentins amb experiència internacional en la selecció sub-20: Leo Biagini, Iván Gabrich i Leo Franco. El quadre blanquinegro va tenir una bona ratxa a meitat de temporada i va arribar fins a quarts de final en la Copa del Rei, però al final els seus resultats van empitjorar i es va enfonsar fins a la penúltima posició, descendint de nou.
Encara que el C. P. Mèrida va mantenir un bon nivell competitiu en Segona Divisió, estava sofrint problemes financers que ja es van fer evidents durant l'últim any en la màxima categoria, quan José Fouto va amenaçar amb deixar la gestió a l'Ajuntament. El deute, superior als 1.500 milions de pessetes el 2000, es va disparar per la inversió en jugadors i la remodelació de l'estadi municipal, assumida en part per la junta directiva. Tant l'empresari com el consistori tenien participacions, però cap es va posar d'acord per assumir els pagaments i van acabar enfrontats. Segons la presidència, aquesta crisi també va estar motivada pels moviments de Fouto Carvajal per presentar una candidatura electoral municipal, la qual cosa va derivar que l'alcaldia no executés el pagament per convenis i publicitat signats.
El 30 de juliol de 2000 José Fouto Carvajal va presentar la seva dimissió. L'endemà passat, la Lliga de Futbol Professional va descendir administrativament al Mèrida per l'impagament de 180 milions de pessetes a disset futbolistes. I al no arribar a un acord per refinanciar el seu deute, la institució va desaparèixer l'1 de setembre de 2000. Va prendre la seva plaça el Mèrida Promeses, equip filial, que es va convertir en el Mèrida Unió Esportiva.

### Mèrida Unió Esportiva
Fundat en 1990 per D. Manuel Molina Domínguez després de la fusió del Santa Eulalia i Els Miracles. L'O. D. Mèrida Promeses neix com a equip filial de l'històric Club Poliesportiu Mèrida.
En els seus deu anys com a filial, va militar un any en Regional i nou en 3a Divisió, disputant cinc vegades la fase d'ascens a 2a Divisió B. El 31 d'agost de 2000 es decideix desvincular al club del CP Mèrida per no ser arrossegat per la desaparició del primer equip després de 88 anys d'història.
Ja en la temporada 2000/2001, l'O. D. Mèrida Promeses s'erigeix com a primer equip de la ciutat i aconsegueix l'ascens a 2.ªB el 16 de juny de 2001 en guanyar 3-0 al Torredonjimeno CF amb gols de Ramírez, Juanjo i Santi.
En el seu primer any en la categoria de bronze, amb D. Jorge Gruart Vila com a president i Paco Miranda com a entrenador, l'equip aconsegueix classificar-se per la liguilla d'ascens a 2.ªA, de la qual cauria eliminat davant la SD Compostela. Durant aquesta temporada, el club canvia d'escut i passa a denominar-se Unió Esportiva Mèrida.
Després de tres temporades en 2.ªB, en la 2003/04 l'equip baixa a 3a Divisió submergit en una gravíssima crisi institucional.
Després d'un estiu d'incertesa, D. José Fouto Galván es fa càrrec del club i en la temporada 2004/05 aconsegueix l'ascens a 2.ªB gràcies a Andrés García Tébar. En aquesta temporada el club passa a denominar-se Mèrida Unió Esportiva i l'escut és substituït pel de l'històric CP Mèrida, lluint les sigles Un.
Després de tres temporades en 2.ªB, en la 2007/08 amb Goran Milojevic substituint a Fabri González en la banqueta, l'equip aconsegueix classificar-se pels play-off d'ascens després d'un triomf amb remuntada en Basa, encara que cauria eliminat en primera ronda davant la SD Ponferradina.
La següent temporada estaria marcada de nou per la greu situació econòmica que sofria l'entitat, i que malgrat acabar setens en la taula classificatòria, el club acabaria descendint administrativament a 3a Divisió per impagaments als seus jugadors.
En l'estiu del 2009 una Junta Directiva composta per afeccionats del club regeix les destinacions de l'entitat. A partir de l'1 de febrer de 2010 el club s'acull a la Llei Concursal, sent administrat econòmicament per via judicial, amb la finalitat de salvar els deutes i donar viabilitat econòmica al club per continuar la seva existència.
Des de l'estiu del 2012 es fa càrrec del club el Grup Avet, empresa madrilenya de serveis integrals. El 6 de setembre del mateix any se celebra un partit amistós contra el Sevilla FC per iniciar els actes del centenari del futbol emeritense.
El 20 de novembre de 2012 s'inicia el procés de liquidació del club per ordre judicial al no fer front als pagaments estipulats en el concurs de creditors. El club continuarà competint, a causa que per mitjà d'una subhasta dels seus drets federatius, aquests van ser adquirits per una nova societat creada per l'actual directiva amb la denominació de Mèrida Associació Esportiva.

### Mèrida Associació Esportiva[calcitació]
Durant l'estiu de 2013, el club va iniciar el canvi cap al que és avui dia, l'entitat esportiva que més fidels arrossega de tota la regió.
Per atreure a l'afició dormida al Romano es van dur a terme una sèrie d'iniciatives, entre les quals destaquen: apostar per una política de preus assequibles per a qualsevol butxaca quant a entrades i abonaments, una gran campanya de comunicació a través de les xarxes socials, i el boca a boca per tota la ciutat que va fer que en qüestió de mesos, més de 4000 afeccionats de mitjana poblessin les graderies del Romano, amb una estampa que recordava a temps passats.
cal destacar les magnífiques entrades que es van registrar en els partits de temporada regular contra el Jerez CF, CD Còria i CD Díter Zafra amb 5.000 espectadors, Extremadura UD amb 6.000 espectadors, CF Villanovense amb 7.000 espectadors i Badajoz CF amb 10 000 espectadors. Mentre que en play-offs d'ascens ja se superarien les 10 000 persones en les eliminatòries contra el Real Àvila CF, AD Sant Joan i UP Langreo. També en matèria de desplaçaments, l'afició romana es mouria en massa portant a 1.400 persones a Villanueva de la Serena, 1.000 a Almendralejo i altres centenars a la resta de trobades foranes.
Quant a l'esportiu, l'equip es va mantenir gairebé tota la temporada 2013/14 invicte, sucumbint al final davant el posterior campió, Villanovense i davant el Còria, sense gens en joc. Es va mantenir una àrdua lluita pel liderat entre el CF Villanovense, Mèrida AD i Badajoz Cf.
En els play-offs d'ascens, el Mèrida havia de mesurar-se a 3 equips per ascendir a Segona Divisió B. En primer lloc, va eliminar el Real Àvila CF, en una còmoda eliminatòria pels de Plaça en la qual van vèncer 0-1 en l'Estadi Adolfo Suárez amb gol de Jorge Troiteiro i 2-0 en la volta amb gols de Sunny i Crist.
En la segona eliminatòria, van superar al AD Sant Joan de Pamplona amb un 0-1 en terres pamplonicas amb gol de Crist de penal i amb un 1-1 en el Romano, en un partit gris en el qual Mansilla empatava en el minut 92 provocant una explosió de goig davant les 10 400 persones que abarrotaven el Romano.
En la tercera i definitiva eliminatòria, el Mèrida es va mesurar al UP Langreo asturià, en la qual es va girar la truita. L'anada va ser en el Romano, i va finalitzar amb 0-0 en un partit en el qual els extremenys van ser superiors al conjunt del nord. El partit de tornada estaria marcat pels incidents que es van donar en els exteriors de l'Estadi Ganzábal entre radicals de tots dos equips, que va demostrar la insuficient labor en el dispositiu de seguretat disposat pel club miner, ja que va haver-hi ferits i enfrontaments fins a dins de l'estadi. Quant a l'esportiu, el Langreo guanyaria per la renda mínima amb gol de Pablo Acebal de penal, en el minut 78, en un partit en el qual el conjunt emeritense va comptar amb un tir al pal de Santi Amaro. No obstant això, el partit estaria marcat amb polèmica quant a l'actuació arbitral a causa d'un suposat penal no xiulat a l'àrea del Langreo durant la recta final de la trobada, que haurien pogut canviar el resultat de l'eliminatòria.
Malgrat el duro final de temporada, el club es va recompondre per a la temporada 2014/15 i va fitxar a l'actual entrenador, Ángel Alcázar, i va millorar més si cap a la plantilla, amb incorporacions com la de Paco Borrego, Joaqui Flores, Jesús Perera, Dani Alonso i David Camps. Quant al social, el club va comptar amb més suport que mai, superant els 3000 abonats i amb una assistència mitjana de 4500 espectadors. La Lliga va acabar amb el Mèrida capdavanter, a 11 punts del seu immediat perseguidor l'Extremadura UD, amb 31 partits guanyats de 38 possibles, 5 empats i 2 derrotes (101 gols a favor i només 20 en contra). La primera derrota va tenir lloc en el camp del CD Còria, que va suposar un punt d'inflexió per a l'equip romà, i la segona, enfront de l'Extremadura UD en l'Estadi Romano, quan tots dos equips no es jugaven pràcticament gens.
Si ja van ser destacables les estupendes assistències en certs partits durant la temporada 2013/2014, la 2014/2015 no anava a ser menys. Es van tornar a registrar en l'Estadi Romà grans entrades en partits de temporada regular contra el Jerez CF, Extremadura UD i CD Badajoz. Així mateix, molts afeccionats es van desplaçar per veure al seu equip fora de casa i bona prova d'això van ser els 2000 romans que es van desplaçar al Nou Viver per recolzar al Mèrida a casa de l'etern rival, el CD Badajoz. També cal assenyalar que el Mèrida va passar gran part de la seva temporada amb el seu jugador estavella, Jorge Troiteiro, lesionat.
Com a campió de grup, el Mèrida va haver d'enfrontar-se en els play-offs d'ascens a Segona Divisió B a un altre campió de Tercera Divisió, el CD Laredo campió del grup càntabre, celebrant-se el partit d'anada en l'Estadi Romano i el de tornada, en Laredo. El primer partit va acabar 0-0 malgrat les múltiples ocasions que va tenir el Mèrida per materialitzar la victòria, on es va tornar a registrar rècord d'assistència en l'Estadi Romano, amb 12.000 assistents. En el partit de tornada, amb més de 700 afeccionats emeritenses desplaçats, va acabar amb un 1-2 a favor del Mèrida, amb gols de Joaqui Flores i Dani Alonso, que va suposar l'ascens del Mèrida AD a Segona Divisió B. cal destacar l'exemplar comportament d'ambdues aficions en tots dos partits. El triomf es va celebrar amb moltes ganes a la ciutat de Mèrida, on l'afició va rebre a l'equip en una Plaça d'Espanya amb un aspecte similar a quan l'antic CP Mèrida va ascendir a Primera Divisió.
Res més acabar la temporada, es va engegar la temporada 2015/2016 amb la continuïtat de l'entrenador Ángel Alcázar i l'exjugador Santi Amaro que va passar a ser segon tècnic, prescindint d'alguns jugadors com Manu, Mansilla, Toni, Dani Alonso, Carrasco, Crist, David Camps, Jorge Caballero, Fernando Loaísa i Jose Carlos Lozano per afrontar el repte de la Segona Divisió B. Quant a les noves incorporacions, l'equip es va reforçar amb Raúl Moreno per a la porteria; Alejandro Zamora, César Morgado, Pablo Gil i Jesús González per a la defensa; Héctor Taranilla i Daniel Godoy per al centre del camp; Aitor García, Elton Martins, Pedro Conde, Enrique Castany i Gonzalo Suárez per a la davantera.
El 23 de juny de 2015 el Mèrida AD va oferir els abonaments de Segona Divisió B més econòmics d'Espanya, amb el lema "Gana de glòria". Aquest any adoptà el nom Asociación Deportiva Mérida.
Resum de l'evolució del futbol a Mèrida:
- Emérita Foot-ball Club (1921-29) → CD Emérita (1929-34) → Emérita Foot-ball Club (1934-35) → Sociedad Deportiva Emeritense (1935-66) → Mérida Industrial CF (1966-85) → Mérida Club Polideportivo (1985-92) → Club Polideportivo Mérida (1992-00)
- UD Augusta Emérita (1989-90) → Mérida Promesas UD (1990–00) → UD Mérida (2000–05) → Mérida UD (2005–13)
- Mérida Asociación Deportiva (2013-15) → Asociación Deportiva Mérida (2015-)

## Estadi[calcitació]
Estadi Romano, amb capacitat per 14 600 espectadors asseguts, dimensions de 106x70 i de gespa natural. L'estadi es va inaugurar el 23 de maig de 1953 i va ser remodelat completament el 1995. A l'octubre de 2015 es va realitzar l'última substitució de la gespa.

## Dades del club[calcitació]
- Adreça social: Villafranca dels Fangs s/n, 06800 Mèrida
- Telèfon/Fax: 924 316 726
- Pressupost: 500.000 €
- Abonats: 3.675
- Equipament: Kappa
- Patrocinador: Grup Avet
- Co-patrocinadors: Estació de Servei Via de la Plata i Junta d'Extremadura

## Pedrera[calcitació]
El Mèrida CF és el club amb acord de filiació que gestiona diversos equips de pedrera, des d'escola d'iniciació fins a juvenils, i compta amb diverses esquadres jugant competicions regionals en categories inferiors.

## Palmarès[calcitació]

### Temporades
- Temporades en Primera Divisió: 2
- Temporades en Segona Divisió: 7
- Temporades en Segona Divisió B: 11
- Temporades en Tercera Divisió: 45

### Tornejos nacionals
- Campió de Segona Divisió (2): 1994/95, 1996/97.
- Campió de Tercera Divisió (5): 1956/57, 1979/80, 1988/89, 2004/05, 2014/15.
- Subcampió de Tercera Divisió (5): 1954/55, 1981/82, 1987/88, 2000/01, 2013/14.

### Tornejos regionals
- Campió de Regional Preferent d'Extremadura (3): 1948/49, 1961/62, 1975/76.
- Campió de la Fase Autonòmica de la Copa RFEF (1): 2004/05.

Nota: els trofeus guanyats pel club com a C. P. Mèrida van ser donats al Mèrida O.D. i aquests van ser adquirits medianta subhasta judicial pel Mèrida A.D.

## Afició[calcitació]
El Mèrida gaudeix del major suport social de tota la regió, la qual omple les graderies del Romano cada dos diumenges i es mou en massa allà on vagi a jugar l'equip. Aquestes són les penyes i grups organitzats d'afeccionats del Mèrida A.D. Totes, excepte Legions Sud, estan agrupades oficialment en la Federació de Penyes del Mèrida.
- Legions Sud
- Legio Nova Invicta
- Peña Romans
- Peña Benítez
- Peña Pecholata
- Legionaris Sense Denarios
- Centuriones Mèrida
- Muralla de Sant Albín
- Tribunos Mèrida
- Orgull Romano
- Panceta i Honor
- Peña Troi
- Peña Valverdeña
- Peña El que digui la meva dona
- Peña Cavall Boig
- Peña Javi Xinès "Centurión"
- Peña El 20